# Artur Ivens Ferraz
Artur Ivens Ferraz (Lissabon, 1 december 1870 - 16 januari 1933) was een Portugees generaal, politicus en eerste minister.

## Militaire loopbaan
Na zijn schoolloopbaan bij de Polytechnische School vervolledigde hij een opleiding bij de Cadettenschool, waar hij afstudeerde als officier in de artillerie. In 1904 werd hij tijdens een conflict tussen Portugal en het Verenigd Koninkrijk de commandeur van een Portugees contingent. Nadat hij een opleiding volgde aan de Generaalsstafacademie, werd hij hoogleraar aan de cadettenschool.
Tijdens de Eerste Wereldoorlog was hij in Frankrijk commandeur van de troepen van het expeditiekorps dat de Britse strijdkrachten ondersteunde, waarna hij van 1919 tot 1922 militaire attaché was van de Portugese ambassade in Londen. In deze functie was hij ook vertegenwoordiger bij de ontwapeningsconferenties van de Volkenbond en daarna werd hij in 1922 kabinetschef van de Hoge Commissaris in Mozambique. Van mei tot november 1926, toen hij inmiddels generaal geworden was, was hij tijdelijk gouverneur-generaal van Mozambique. Van 1927 tot 1928 was hij commandant van de Centrale Officiersschool.

## Militaire dictatuur van 1926-1932
Na zijn terugkeer uit Mozambique werd Ivens Ferraz op 26 augustus 1927 benoemd tot minister van Handel en Communicatie in het kabinet van António Óscar Carmona. Op 5 januari 1928 werd hij benoemd tot minister van Koloniën en op 16 februari 1928 tot minister van Financiën.
Tijdens de militaire dictatuur werd hij uiteindelijk op 8 juli 1929 premier ter opvolging van José Vicente de Freitas. In deze functie was hij ook ad interim minister van Onderwijs, Buitenlandse Zaken, Binnenlandse Zaken, Koloniën en Financiën. Op 21 januari 1930 nam hij ontslag als premier ten voordele van Domingos da Costa Oliveira.
Aansluitend werd hij administrateur-generaal van het leger en voorzitter van de Liga van Frontstrijders. Vervolgens was generaal Ivens Ferraz van 1931 tot aan zijn dood het hoofd van de generale staf. In deze laatste functie gaf hij de militaire kranten Revista de Artilharia en Revista Militar uit.
Wegens zijn militaire en politieke loopbaan werd hij met talrijke binnen- en buitenlandse ordes geëerd. Zijn memoires A ascensão de Salazar: Memórias de seis meses de governo do general Ivens Ferraz verschenen postuum in 1988, meer dan vijftig jaar na zijn overlijden.
- Bibliothèque nationale de France: cb12136067z (data)
- Gemeinsame Normdatei: 118943731
- International Standard Name Identifier: 0000 0000 6643 0231
- Library of Congress Control Number: n94056691
- Système universitaire de documentation: 029813824
- Virtual International Authority File: 25401834
- WorldCat: E39PBJgCR8WGqrVqqVgyBD3G73